# داني فيرون
داني فيرون هو لاعب كرة قدم أندوري في مركز الدفاع، ولد في 13 مارس 1980 في أندورا لا فيلا في أندورا. شارك مع منتخب أندورا لكرة القدم. أما مع النوادي، فقد لعب مع نادي أندورا لكرة القدم.

## وصلات خارجية
- داني فيرون على موقع قاعدة بيانات كرة القدم.إي يو (الإنجليزية)
- داني فيرون على موقع ناشيونال فوتبول تيمز (الإنجليزية)
- داني فيرون على موقع Soccerway.com (الإنجليزية)